# Redmi 12C
Redmi 12C — смартфон бюджетного рівня суббренда Xiaomi Redmi. Був представлений 31 грудня 2022. 21 лютого 2023 в Індії був представлений POCO C55, що відрізняється від Redmi 12C оформленням задньої панелі.

## Дизайн

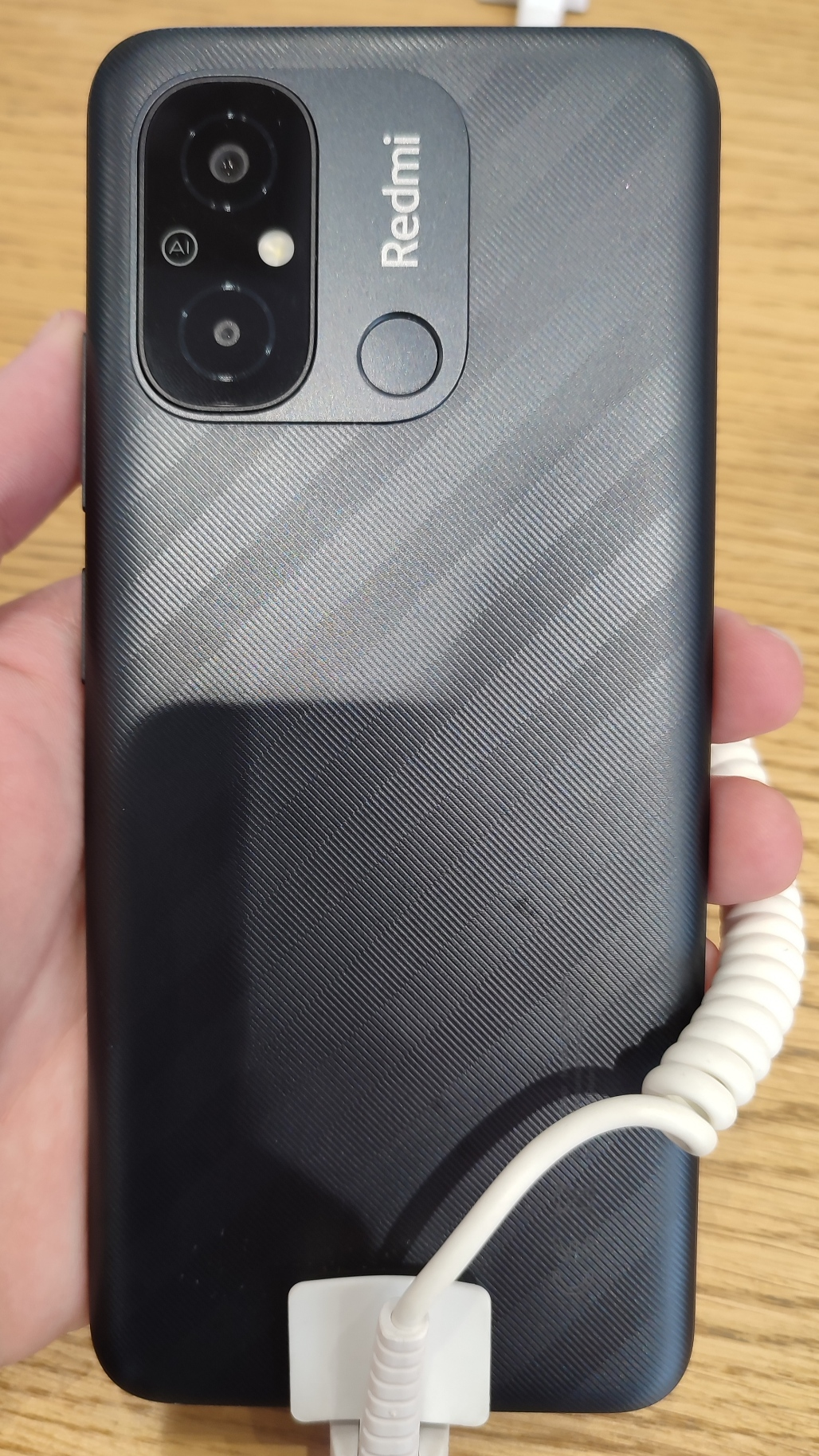
Задня панель Redmi 12C в кольорі Graphite Gray

Передня панель виконана зі скла, а корпус з пластику із ребристою фактурою, яка утворює смугасті візерунки на Redmi 12C та стилізованим під шкіру в POCO C55. 
Блок камери Redmi 12C, як і в попередника, з'єднаний зі сканером відбитків пальців, але дана область тепер має той самий колір, що і корпус а також область з камерами нагадує таку в Redmi 11 Prime. POCO C55 має фірмову чорну область на майже всю ширину корпусу з логотипом та сканером відбитків пальців.
Знизу розміщені роз'єм microUSB, на відміну від USB-C у попередника, динамік та мікрофон, зверху — 3,5 мм аудіороз'єм, зліва — лоток під 2 SIM-картки і карту пам'яті формату microSD до 1 ТБ, а справа — гойдалка регулювання гучності та кнопка блокування.
Смартфони були доступні в наступних кольорах:
| Redmi 12C | Redmi 12C                  | POCO C55 | POCO C55     |
| Колір     | Назва                      | Колір    | Назва        |
| --------- | -------------------------- | -------- | ------------ |
|           | Graphite Gray/Shadow Black |          | Power Black  |
|           | Ocean Blue/Dark Blue       |          | Cool Blue    |
|           | Mint Green                 |          | Forest Green |
|           | Lavander Purple            |          |              |

## Технічні характеристики

### Апаратне забезпечення
Пристрої отримали процесор MediaTek Helio G85 та графічний процесор Mali-G52 MC2. Redmi 12C продавався в конфігураціях 3/64, 4/64, 4/128 та 6/128 ГБ, а POCO C55 — 4/64 та 6/128 ГБ.
Батарея отримала об'єм 5000 мА·год. На відміну від попередників, Redmi 12C та POCO C65 не мають швидкого заряджання, але лише звичайне на 10 Вт.
Екран IPS LCD, 6,71", HD+ (1650 × 720) зі співвідношенням сторін 20.6:9, щільністю пікселів 268 ppi та краплеподібним вирізом під фронтальну камеру.
Смартфони отримали основну подвійну камеру, що складається із ширококутного об'єктива з роздільною здатністю 50 Мп, діафрагмою f/1.8 та фазовим автофокусом і допоміжного об'єктива з роздільною здатністю QVGA. Також пристрої мають ширококутну фронтальну камеру з роздільною здатністю 5 Мп та світлосилою f/2.2. Основна та фронтальна камера вміють записувати в роздільній здатності 1080p@30fps

### Програмне забезпечення
Redmi 12C був випущений з MIUI 13, а POCO C55 — з MIUI 13 для POCO. Обидві оболонки працюють на базі Android 12. Пізніше обидві моделі були оновлені до Xiaomi HyperOS на базі Android 14.